# Christian Strauch

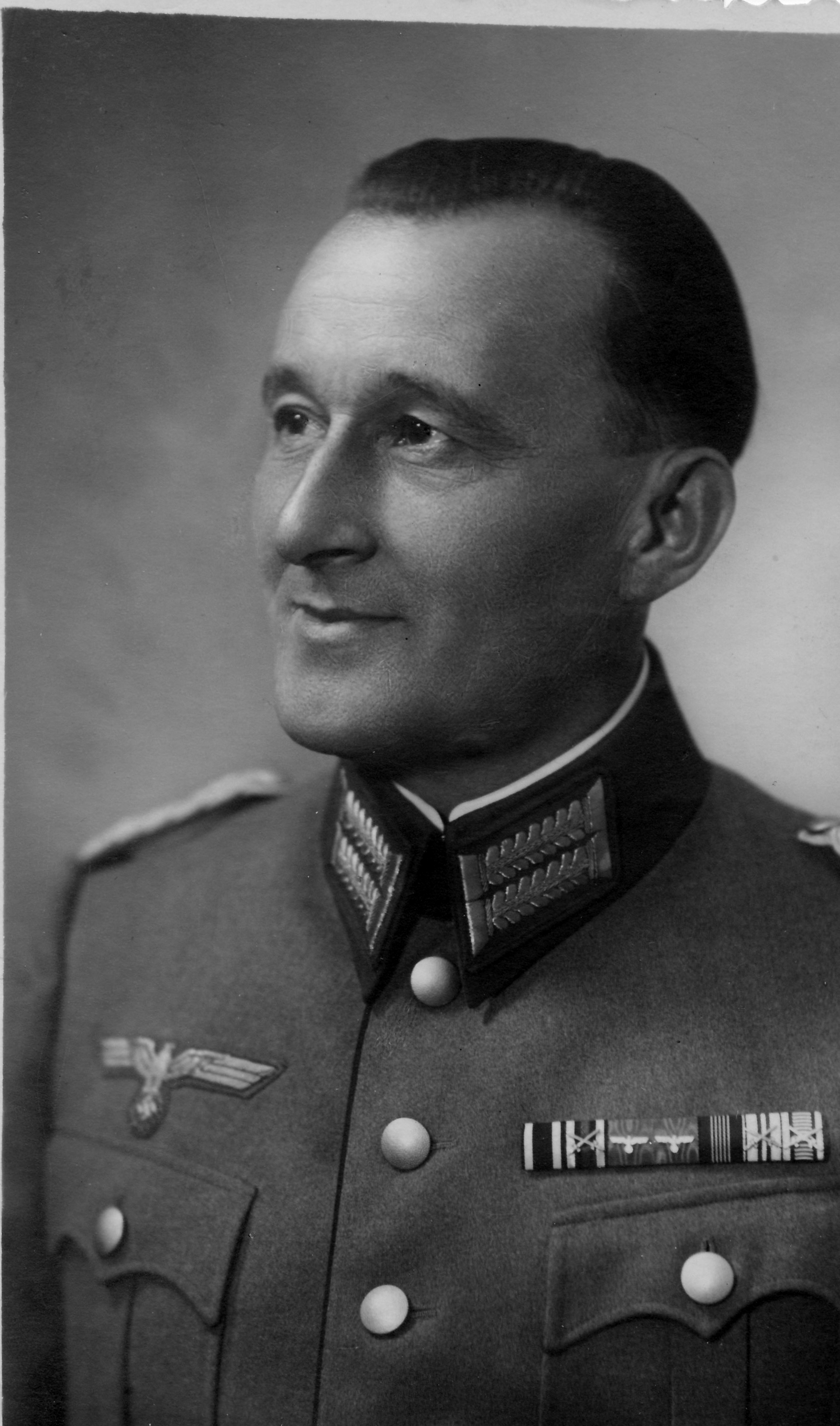
Christian Strauch

Christian Strauch („Christel“, „Krischan“) (* 2. Juli 1896 in Wetter (Hessen); † 1. August 1955 in Dahlbruch) war ein deutscher Kunstturner und Heeressportlehrer im Range eines Majors an der Heeressportschule Wünsdorf.

## Leben
Seine Eltern waren Wilhelm Strauch und Katharina Brand. Nach dem Besuch der Klosterbergschule in Wetter (Volksschulabschluss) absolvierte er bei Christian Scherer in Wetter eine Malerlehre.
Von 1915 bis 1918 diente er bei der Kaiserlichen Marine als Matrose auf dem Ausbildungsschiff Deutschland und auf dem Schlachtschiff Thüringen. Am 27. Januar 1918 wurde Strauch als Obermatrose auf der Thüringen mit dem Eisernen Kreuz der Zweiten Klasse ausgezeichnet. Nach dem Ende des Ersten Weltkriegs kehrte Strauch nach Wetter (Hessen) zurück.
Im Januar 1919 meldete sich Strauch zum Hunderttausend-Mann-Heer und verpflichtete sich für zwölf Jahre. Sein Dienst begann im Reichswehr-Jäger-Regiment 32 in Merseburg (Saale). Von 1920 bis 1922 war er zum Reichswehr-Infanterie-Regiment 18 in Torgau an der Elbe versetzt. Im Januar 1921 wurde Strauch in Wünsdorf bei Berlin Heeresmeister im Geräteturnen. Im gleichen Jahr erfolgte die Ausbildung zum Heeressportlehrer an der Militärturnanstalt Wünsdorf. Von 1922 bis 1925 diente Strauch im Infanterie-Regiment 18 in Paderborn. In dieser Zeit war Strauch Wettkampfturner beim Turnverein „Jahn“ in Paderborn, Turner in der Westfalenriege und Deutschlandriege. Im Turnverein „Jahn“ war er zudem Turnwart und Trainer der Frauenmannschaft. Von 1926 bis 1927 wart Strauch Hilfssportlehrer an der Heeressportschule Wünsdorf. Ab Januar 1927 erhielt er einen Lehrvertrag als Sportlehrer für Leibesübungen im Angestelltenverhältnis. Im Mai bestand er die staatliche Turnlehrerprüfung an der Badischen Landesturnanstalt in Karlsruhe. Am 9. Juli 1927 heiratete er Margarethe Kolbe in Torgau und zog nach Wünsdorf um.
Im Zeitraum von 1934 bis 1945 betreute Strauch mit den anderen drei Nationaltrainern die Nationalriege bei 16 Länderkämpfen. Deutschland errang dabei 15 Siege. Am 4. Oktober 1934 wurde sein Sohn Wolfgang Peter geboren. Am 7. März 1935 wurde Strauch zum Heeressportlehrer und Hauptmann im Beamtenverhältnis ernannt. Im Frühjahr 1935 bereitete Strauch die Turner des Reichsheeres auf den am 31. März 1935 im Berliner Sportpalast ausgetragenen Turnwettkampf Reichsheer-Deutsche Turnerschaft vor.
Im August wurde sein erstes Buch Leistungsturnen veröffentlicht. Im Oktober erschien sein zweites Buch Körperschule in der deutschen Wehrmacht.
Im April 1936 nahm Strauch an der Arbeitsgruppe „Olympiaturner“ in Wünsdorf teil. Seine Schüler waren Alfred Schwarzmann, Walter Steffens und fünf andere Kunstturner. Strauch gehörte zu den vier Olympiatrainern. Am 10. und 11. Juni war Strauch Kampfrichter am Seitpferd bei den XI. Olympischen Spielen in Berlin. Sein Schüler Alfred Schwarzmann wurde Olympiasieger des Zwölfkampfes im Turnen und gewann die Goldmedaille im Pferdsprung. Im November erhielt Strauch das Deutsche Olympia-Ehrenzeichen Zweiter Klasse. 1937 starb am 7. Mai seine Frau Margarethe Strauch in einem Berliner Krankenhaus.
Das dritte und vierte Lehrbuch von Strauch Die Boxschule für Lehrer und Übungsleiter und Die Turnkunst wurden 1938 veröffentlicht.
1939 wurde die Sportausbildung in Wünsdorf durch den Ausbruch des Zweiten Weltkrieges eingestellt. Strauch wurde im September zum Infanterie-Ersatzbataillon 68 in Brandenburg an der Havel versetzt. Am 28. Dezember 1939 heiratete Strauch in zweiter Ehe Irmgard Liebegott. Am 4. Oktober 1940 wurde seine Tochter Marie-Luise geboren. 1942 wurde Strauch zur Unteroffiziersschule in Lübben (Spreewald) und im Herbst 1943 zum Ausbildungslager Meseritz im Warthegau versetzt. Dort wurde er zum Major befördert. 1945 flüchtete  Strauch im Frühjahr nach Torgau an der Elbe und von dort nach Tensbüttel in Schleswig-Holstein, von wo er 1948 im November nach Eichen im Siegerland umzog.
1950 fand auf Initiative von Strauch im Juni das Schauturnen der Olympiariege von 1936 in Eichen statt. Das fünfte Lehrbuch von Strauch Geräteturnen erschien. Im Juni 1954 besuchte der Präsident des Deutschen Turner-Bundes, Doktor Kolb, das Jubiläumsfest in Littfeld. Nach einer Operation starb Strauch am 1. August 1955. Er wurde nach Torgau an der Elbe überführt und auf dem Torgauer Friedhof begraben.

## Veröffentlichungen (Auswahl)
- Leistungsturnen. Der Weg zum Gipfelturnen. Limpert, Berlin 1935; [2. Auflage], 1943
- Körperschule in der deutschen Wehrmacht. Limpert, Berlin 1935; 2. Auflage, [1937]; 3. Auflage, 1943
- Die Boxschule für Lehrer und Übungsleiter. Grundausbildung, Kämpferische Ausbildung, Boxen als Massenvorführung. Limpert, Berlin 1937; [2. Auflage], 1943
- Die Turnkunst. Das Gerätturnen deutscher Meister. Limpert, Berlin 1938
- Gerätturnen. Methodik. Hofmann, Schorndorf bei Stuttgart 1950